# Хълмови тролове
Вид тролове приспособени към живот в гори и по хълмисти и стръмни местности. Срещат се най-често в гората Тролови бърда. Този вид тролове не взема участие в битките от Войната за пръстена, през Третата епоха в Средната земя.